# トータル保険サービス
株式会社トータル保険サービス(英語: Total Insurance Service Limited) は、みずほフィナンシャルグループとの関係が強い東京都中央区に本社を置く総合保険代理店(乗合保険代理店))。ブランドコンセプトは「Your-side Solution」。

## 概要
株式会社トータル保険サービスは、みずほフィナンシャルグループの第一勧業銀行系親密会社である保険代理店9社が港センタービジネスを母体に事業を統合し、2000年4月に設立された。乗合保険代理店として生命保険会社28社、損害保険会社20社、あわせて48社と保険代理店契約を締結し、各種リスクに対するソリューションを提供している。
みずほフィナンシャルグループとの関係が強く、株式会社みずほ銀行の共同取扱代理店となったり、みずほフィナンシャルグループが主催するコミュニティで取り扱う損害保険の取扱代理店になったりする等、みずほフィナンシャルグループ各社やその取引先企業およびそれらの企業の役職員への保険販売に力を有している。
トータル保険サービスの前身であった会社のうち2社が、1974年11月にアフラック生命保険株式会社が日本国内で初めてがん保険の販売を開始した際の第一号代理店であったことから、同社のがん保険の取扱高は高い水準にある。
2004年3月に株式会社トータル保険サービスは、富士通株式会社とともに出資し、富士通トラベランス株式会社から保険代理店事業の譲渡を受けて、株式会社富士通トータル保険サービス(現 株式会社FTIS)を設立。2006年3月に伊藤忠商事株式会社と業務・資本提携を結び、I&Tリスクソリューションズ株式会社へ出資、2018年11月には、伊藤忠商事の金融・保険部門と提携に関する基本合意を締結している。
2018年1月には、100%子会社のトータル保険パートナーズが、ほけんの窓口グループ株式会社のフランチャイジーとして来店型保険ショップ1号店ほけんの窓口新橋店(現 新橋銀座口店)」を開設、その後2019年7月には六本木店、2020年9月には汐留シティセンター店を開設、2023年1月には、「ほけんの窓口」7ヵ店を運営する株式会社ライフプラザ東京の保険ショップ事業を譲受する等、顧客基盤の拡大も図っている。

## 沿革
- 2000年04月 - みずほフィナンシャルグループ親密会社9社[注釈 8]が保険代理店事業を統合し、株式会社トータル保険サービスを発足。本社は東京都千代田区霞が関に置かれた[1]。
- 2001年04月 - 株式会社幸栄の保険代理店事業を統合
- 2002年
  - 04月 - FP推進室(現・フィナンシャルコンサルティング部)を新設し、経営者・富裕層向けの専門的コンサルティング業務を開始。
  - 10月 - リスクマネジメント室(現・リスクマネジメント部)を新設し、企業向けのリスクコンサルティング業務を開始。
- 2003年
  - 07月 - 株式会社エースビジネスを子会社化。
  - 10月 - コールセンター業務を開始、福利厚生に関する保険制度の設計・運営業務を開始。
- 2004年03月 - 富士通グループの保険代理店事業を譲受し、富士通トータル保険サービス(現・FTIS)を設立[13]。
- 2007年
  - 02月 - コンタクトセンター部を新設し、コールセンター業務を拡大。
  - 09月 - カスタマーアドバイザー室(現・コンサルタント営業室)を新設し、面談業務を拡充。
  - 10月 - 横浜支社を新設。
- 2010年12月 - 東京都文京区本郷TIS春日ビルに本社を移転。
- 2012年04月 - 京都営業部を新設。
- 2017年
  - 02月 - 東京都中央区京橋の京橋エドグランに本社を移転。
  - 04月 - 中国支社を新設。
  - 06月 - 子会社のエースビジネスを株式会社トータル保険パートナーズに商号変更。
- 2018年
  - 01月 - 子会社のトータル保険パートナーズが、ほけんの窓口グループ株式会社のフランチャイジーとして来店型保険ショップ「ほけんの窓口新橋店(現・新橋銀座口店)」を開設。
  - 11月 - 伊藤忠商事金融・保険部門と提携に関する基本合意締結。
- 2019年07月 - 子会社のトータル保険パートナーズが、ほけんの窓口グループのフランチャイジーとして来店型保険ショップ「ほけんの窓口六本木店」[注釈 7]を開設[16]。
- 2020年
  - 04月 - トータルライフサポート室(現・トータルライフサポート部)を新設し、職域向けのヘルスケアソリューション業務を拡充。
  - 09月 - 子会社のトータル保険パートナーズが、ほけんの窓口グループのフランチャイジーとして来店型保険ショップ「ほけんの窓口汐留シティセンター店」を開設[17]。
- 2022年07月 - 子会社の富士通トータル保険サービスが、株式会社FTISに商号を変更[18]。
- 2023年
  - 01月 - 来店型保険ショップ「ほけんの窓口」7ヵ店を運営する株式会社ライフプラザ東京の保険ショップ事業を譲受[15]。
  - 04月 - 組織を変更し、社長直轄の未来創造・戦略マーケティング室等を新設[19]

## 事業所

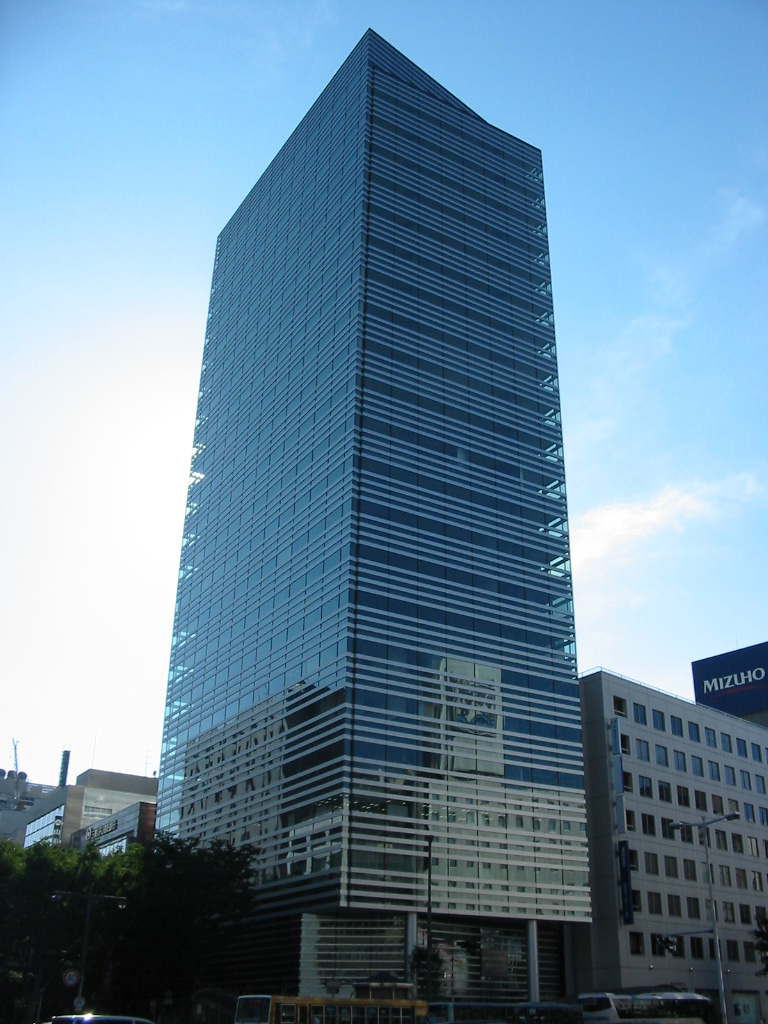
仙台ファーストタワー
仙台支社が入居

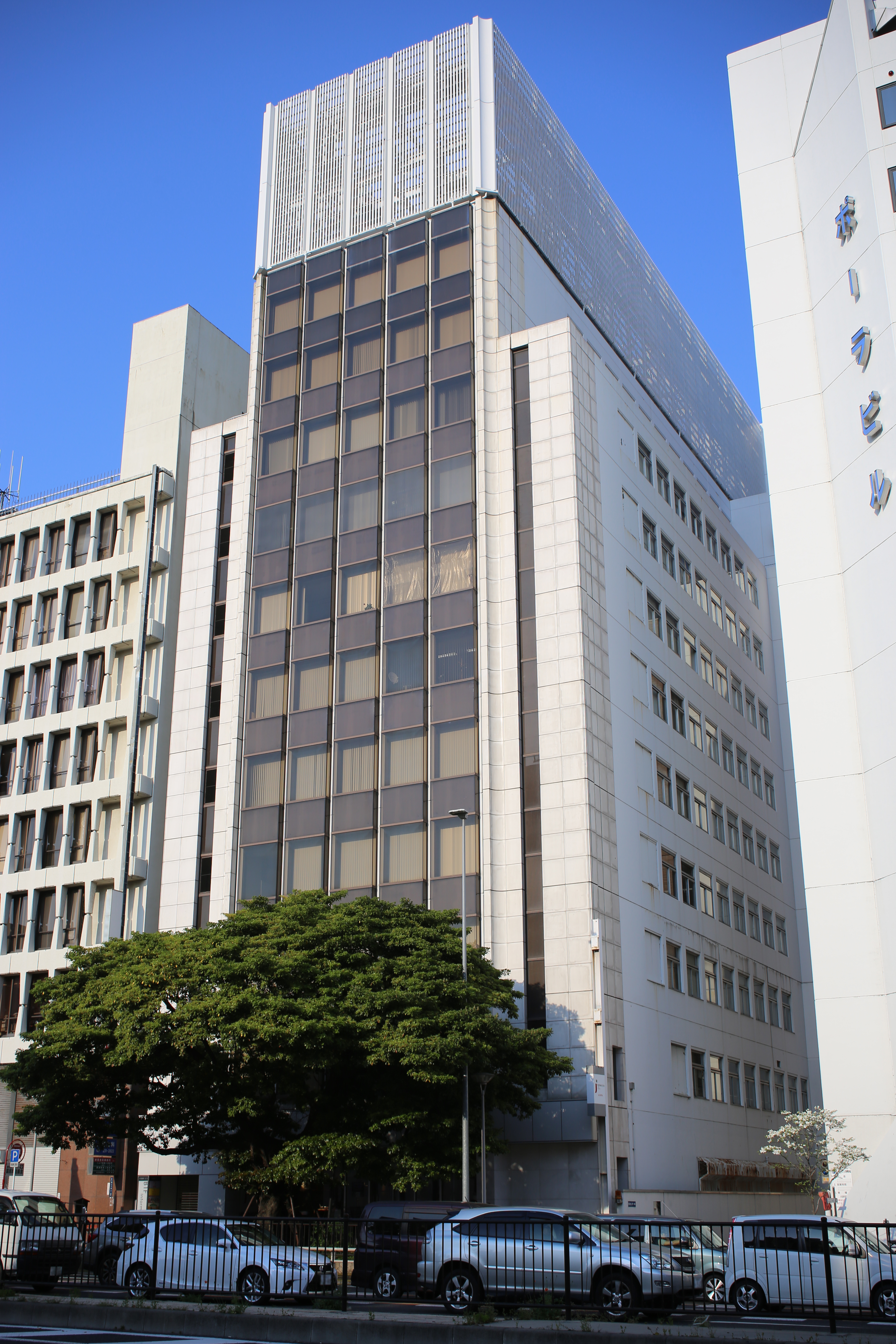
伏見第一ビル
名古屋支社が入居

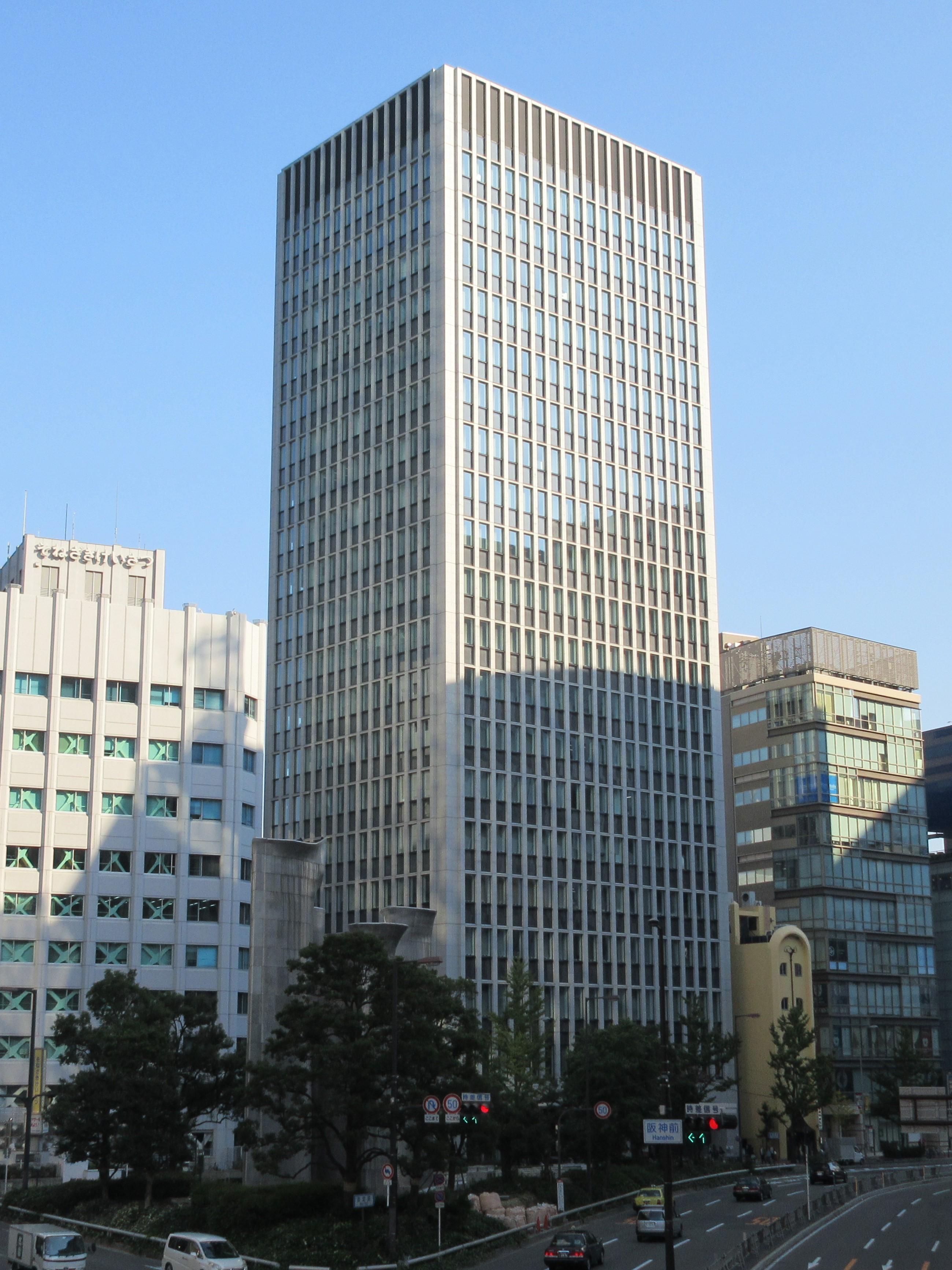
清和梅田ビル
大阪支社が入居

| 事業所名   | 郵便番号   | 住所                                                      |
| ---------- | ---------- | --------------------------------------------------------- |
| 東京本社   | 〒104-0031 | 東京都中央区京橋2-2-1 京橋エドグラン23階                  |
| 札幌支社   | 〒060-0003 | 北海道札幌市中央区北3条西1丁目1-1 札幌ブリックキューブ7階 |
| 仙台支社   | 〒980-0811 | 宮城県仙台市青葉区一番町3-1-1 仙台ファーストタワー11階    |
| 横浜支社   | 〒220-0004 | 神奈川県横浜市西区北幸1-7-6 日土地横浜西口第一ビル8階     |
| 名古屋支社 | 〒460-0008 | 愛知県名古屋市中区栄2-9-3 伏見第一ビル2階                 |
| 大阪支社   | 〒530-0003 | 大阪府大阪市北区曽根崎2-12-7 清和梅田ビル11階             |
| 福岡支社   | 〒810-0001 | 福岡県福岡市中央区天神1-13-6 西鉄天神ビル8階              |

## 経営理念・ブランド

### 経営理念
以下の3点を経営理念としている。
- 保険商品を通じ、お客様に「安心」と「安全」を提供する。
- 「お客様第一主義」と「コンプライアンス」を企業活動の原点とし、広く社会の発展に貢献する。
- 社員の自主性と創造性を尊び、魅力ある職場環境を作る。

### ブランドコンセプト
2017年、東京都中央区京橋への本社移転を機に、企業ロゴマークの変更や亀のオリジナルキャラクターの廃止等、ブランド戦略の全面的な見直しを実施。新たにブランドコンセプトとして「Your-side Solution」を掲げ、お客様の立場で親身に寄り添い、お客様にとって最適なソリューションを提供することを標榜している。同時に、「あらゆるリスクをサポートするリスクコンサルティングカンパニーを目指す」としている。また、2020年1月には、「‘Your-side Solution’の実践に向けた取り組み」とそれを客観的に評価するための成果指標(KPI)を公表している。

### ロゴマーク
企業ロゴマーク(ブランドシンボル)は、社名の一部であるTOTALの文字と一体になった2つの正方形のラインで構成されており、2つの正方形は、トータル保険とお客様を象徴している。また、コーポレートカラーのトータルブルーは信頼とインテリジェンスを、トータルレッドは温かみと情熱を表している。

## 健康経営の推進
社員とその家族の健康保持・増進に取り組むことが、社員の働きがいや働きやすさにつながり、その結果、仕事の生産性向上等による企業の持続的成長につながるとの考えのもとに、「健康経営宣言」を策定し、「健康経営」を積極的に推進している。

### 健康経営宣言
健康経営宣言の内容は次のとおり。
私たちトータル保険サービスは、「保険商品を通じ、お客様に『安心』と『安全』を提供する。」という理念のもと、お客様のあらゆるビジネスシーンやさまざまなライフステージにおけるリスクへの備えをトータルにサポートすることで、企業としての社会的使命の実現と持続的な成長を目指してまいります。
そのためには、まず社員一人ひとりとその家族が心身ともに「健康」であることが重要と考え、社員の「健康保持・増進」に向けた主体的な取り組みをサポートし、健康風土の醸成と職場環境の構築に努め、全社員の働きがいを高めていきます。

### 健康経営推進体制
「健康経営」の推進にあたっては、社長が最高責任者、人事担当役員が健康経営推進責任者となり推進。実務推進の事務局として、人事部が産業医やみずほ健康保険組合と連携しながら、各種施策を推進していくとしている。

### 健康経営取組課題
以下の3点を健康経営取組課題としている。
- 中高年社員の健康に関する取り組み
- 管理職・社員のヘルスリテラシー向上
- 女性社員の健康に関する取り組み

### 目標・実績および各種施策
健康経営取組課題それぞれについて各種施策を定めている。また、各種施策について、12項目の目標を定め、その実績を公表している。

## SDGsへの取り組み
SDGs(持続可能な開発目標 英語: Sustainable Development Goals)への取り組みの一環として、小児がんに関わる各種サポート・支援活動や環境問題への取り組みを行っている。

### ゴールドリボン関連
小児がん支援活動であるゴールドリボン運動にも賛同し、認定NPO法人ゴールドリボン・ネットワークへの寄付を行っている。シンボルマークであるゴールドリボンの認知促進と、参加費を寄付にあてるために2007年から開催されているゴールドリボンウオーキングにも役職員が参加している。

### アフラック関連
アフラック生命保険株式会社の保険販売代理店が行っている小児がんの子どもとそのご家族やがんで生計維持者を亡くした子どもたちへの支援活動であるアフラック・キッズサポートシステムに参加している。アフラック小児がん経験者・がん遺児奨学金制度への寄付を目的に、アフラック東京法人アソシエイツ会が実施している街頭募金活動等にも取り組んでいる。また、2020年6月には、役職員の募金により、アフラックペアレンツハウスに子供用マスク3,600枚等を寄付している。 アフラックが、血液が最も不足する2月を中心に実施している献血ボランティア活動「バレンタイン献血」に、アフラック全国アソシエイツ会の一員として協力している。

### 環境問題関連
環境問題への取り組みの一環として、2021年1月から役職員の名刺にグリーン電力を使用して作られた紙を使用している。また、会社案内は、FSC(森林管理協議会 英語: Forest Stewardship Council)認証事業者により製作し、FSC認証紙やベジタブルインキを使用している。本社オフィスが入居する京橋エドグランにおいて、再エネ電力の調達が可能となったことを受け、2023年4月1日から、本社オフィスで使用する電力について100％再エネ電力への切り替えている。これによるCO2削減量として、年間約105トンを見込んでおり、同社国内事業所における総電力使用量の約58％が再生可能エネルギー由来となり、CO2削減に大きく寄与する。

## グループ会社

### トータル保険パートナーズ

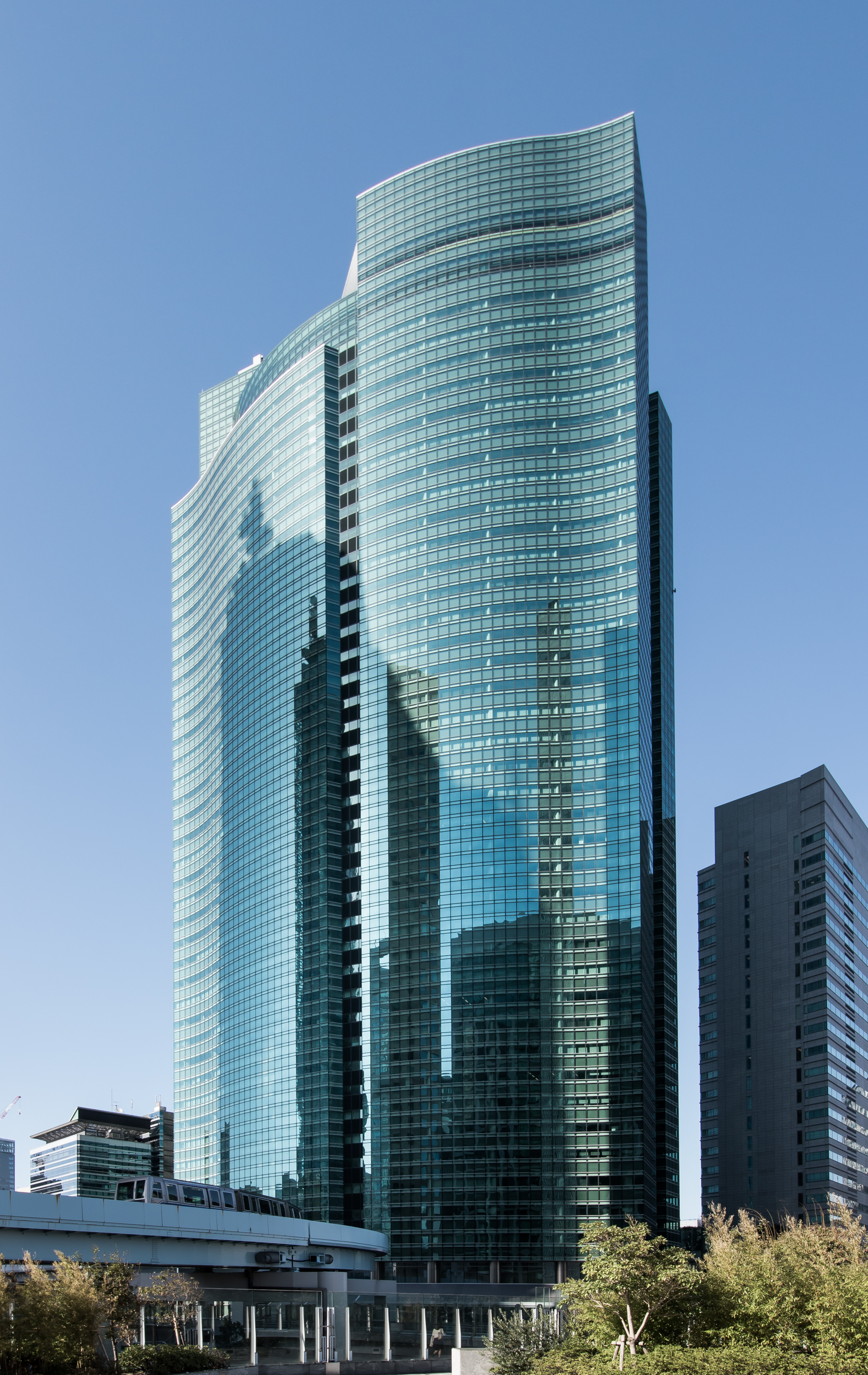
汐留シティセンター
ほけんの窓口汐留シティセンター店が入居

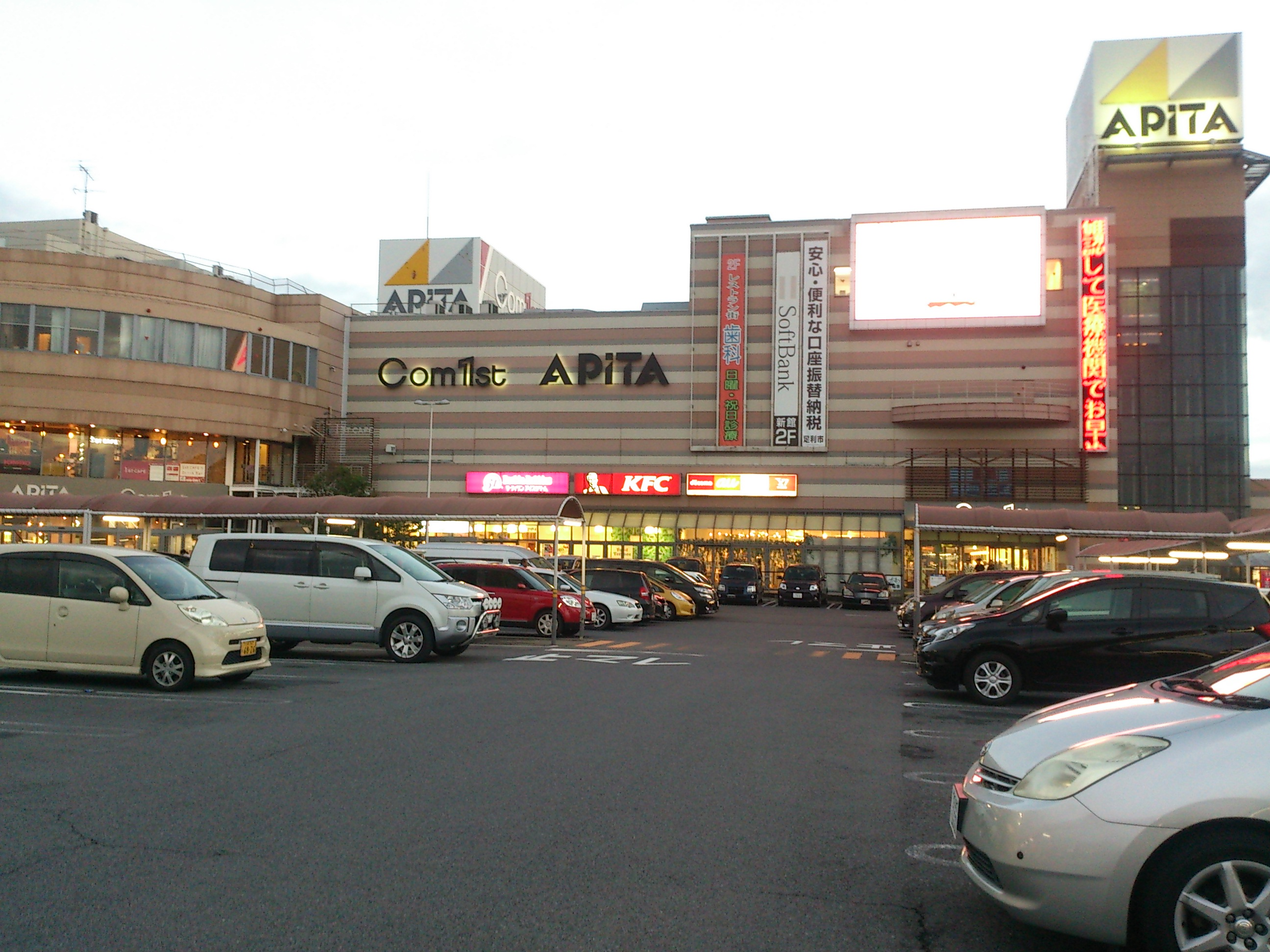
コムファーストショッピングセンター
ほけんの窓口足利コムファースト店が入居

株式会社トータル保険パートナーズ(英語: TOTAL INSURANCE PARTNERS LIMITED.)は、2017年6月にトータル保険サービスの子会社である株式会社エースビジネスが商号を変更して発足した保険代理店で、トータル保険サービス100%出資の子会社。

### FTIS

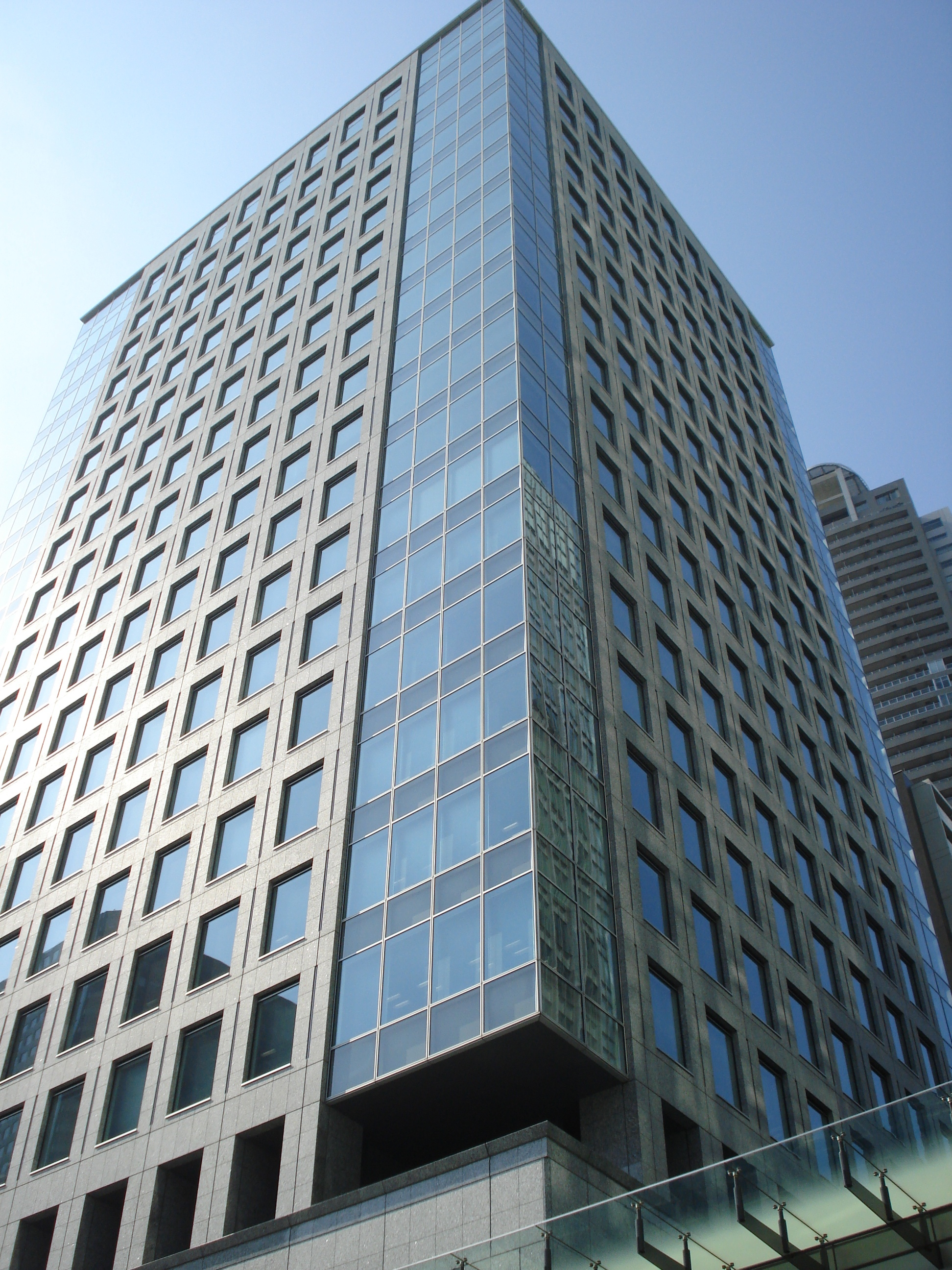
汐留芝離宮ビルディング
FTISが入居

株式会社FTIS(英語: FTIS Limited)は、2004年3月にトータル保険サービスと富士通の出資により設立された保険代理店。富士通のグループ会社である富士通トラベランスから保険代理店事業の譲渡を受け、「株式会社富士通トータル保険サービス」として事業を開始した。
設立の経緯から富士通グループ各社およびその役職員への保険販売に力を有しており、富士通グループ社員・OB向けサイトも運営している。2017年には、富士通とイオンフィナンシャルサービスが実施した情報銀行の実証実験に参加し、パーソナルデータを活用した富士通職員へのライフコンサルティングの提供を行っている。2022年7月1日、富士通トータル保険サービスからFTISへ商号を変更した。